# Памятники Подмосковья
«Па́мятники Подмоско́вья» — популярная книжная серия, выпускавшаяся издательством «Московский рабочий» (Москва) в 1987—1991 году.

## Список книг серии
1988
- Новиков В. И. Большие Вязёмы. — М.: Московский рабочий, 1988. — 64, [16] с. — (Памятники Подмосковья). — 60 000 экз. — ISBN 5-239-00056-5. (обл.)
- Печерский М. Д. Остафьево. — М.: Московский рабочий, 1988. — 113, [32] с. — (Памятники Подмосковья). — 60 000 экз. — ISBN 5-239-00055-7. (обл.)

1990
- Белицкий Я. М. Богословское-на-Могильцах. — М.: Московский рабочий, 1990. — 96, [16] с. — (Памятники Подмосковья). — 50 000 экз. — ISBN 5-239-00759-4. (обл.)

1991
- Тарунов А. М. Дубровицы. — М.: Московский рабочий, 1991. — 112, [16] с. — (Памятники Подмосковья). — 45 000 экз. — ISBN 5-239-01177-X. (обл.)
- Антонова Н. Л. Авдотьино. — М.: Московский рабочий, 1991. — 80, [16] с. — (Памятники Подмосковья). — 25 000 экз. — ISBN 5-239-01179-6. (обл.)

## Список книг серии по названиям
- Авдотьино / Н. Л. Антонова — 1991
- Богословское-на-Могильцах / Я. М. Белицкий — 1990
- Большие Вязёмы / В. И. Новиков — 1988
- Дубровицы / А. М. Тарунов — 1991
- Остафьево / М. Д. Печерский — 1988